# Situations
Onder de titel Situations zijn tien bundels artikelen verschenen van de Franse schrijver/filosoof Jean-Paul Sartre.  Naast de titel Situations hadden deze bundels (behalve de eerste) ook een tweede titel.

## Afzonderlijke delen
- Deel 1: 1947.[2].
- Deel 2: 1948. Qu'est-ce que la littérature?[3].
- Deel 3: 1949. Lendemains de guerre.
- Deel 4: 1964. Portraits.
- Deel 5: 1964. Colonialisme et néo-colonialisme.
- Deel 6: 1964. Problèmes du marxisme, 1.
- Deel 7: 1965. Problèmes du marxisme, 2.
- Deel 8: 1972. Autour de 68.
- Deel 9: 1972. Mélanges
- Deel 10: 1976. Politique et autobiographie.

## Inhoud
De inhoud van de bundels is gedeeltelijk een afspiegeling van Sartres belangstelling in de loop der jaren. Veel van de opgenomen artikelen waren eerder verschenen in tijdschriften als Nouvelle Revue française en Les Temps Modernes (waarvan Sartre de hoofdredacteur en oprichter was). Daarnaast bevatten de Situations ook enkele interviews met Sartre en voorwoorden die hij schreef voor boeken van anderen.